# Rayo
Rubén Rayos Serna, meglio noto semplicemente come Rayo (Elche, 21 giugno 1986), è un ex calciatore spagnolo, di ruolo centrocampista.

## Caratteristiche tecniche
Trequartista, può giocare come esterno offensivo su entrambe le fasce.

## Palmarès

### Individuale
- Calciatore straniero dell'anno del campionato greco: 1

2013